# 哈赫·華盛頓
哈赫·華盛頓（英語：Haleigh Washington，1992年6月30日—），美國女子排球運動員，司職副攻手。現時效力於LOVB鹽湖城。她也曾参加2020年夏季奥林匹克运动会，获得金牌。